# 皮马尔西尼亚
皮马尔西尼亚（法語：Puy-Malsignat，法語發音：[pɥi malsiɲa]）是法国克勒兹省的一个市镇，属于欧比松区。

## 地理
皮马尔西尼亚（46°2'17"N, 2°13'7"E）面积12.61 平方千米，位于法国新阿基坦大区克勒兹省，该省份为法国中部省份，位于法國中央高原西北部，北起安德尔省和谢尔省，西接维埃纳省，南至科雷兹省，东临多姆山省，东北与阿列省接壤。
与皮马尔西尼亚接壤的市镇（或旧市镇、城区）包括：尚帕尼亚、伊苏丹莱特里耶、佩拉拉诺尼耶尔、圣迈克桑、圣梅达尔-拉罗谢特。

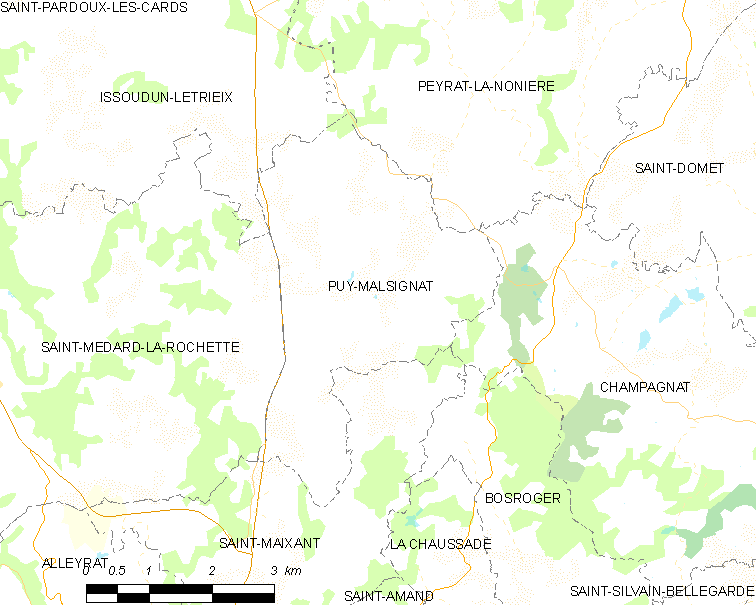
皮马尔西尼亚的OSM定位图

皮马尔西尼亚的时区为UTC+01:00、UTC+02:00（夏令时）。

## 行政
皮马尔西尼亚的邮政编码为23130，INSEE市镇编码为23159。

## 政治
皮马尔西尼亚所属的省级选区为古宗县。

## 人口

1962-2008年间皮马尔西尼亚人口变化图示

皮马尔西尼亚于2022年1月1日时的人口数量为144人。